# Sint-Eligiuskerk (Eine)
De Sint-Eligiuskerk in het Oost-Vlaamse Eine is een laat-romaanse kerk met gotisch verbouwde dwarsbeuk en hoog-gotisch koor. Van de oorspronkelijke kerk werd in 1971 de romaanse crypte blootgelegd. 
De kerk is toegewijd aan Eligius, die zoals op zovele plaatsen in Vlaanderen Elooi wordt genoemd.
De kerk werd gedeeltelijk vernield in 1918 en met zorg heropgebouwd in 1920-1921, onder leiding van architect Henri Geirnaert. Ze is sinds 3 juli 1943 beschermd.

## Kerkschat
De kerkschat omvat
- een gouden reliekhouder van het H. Kruis van 1443, bewaard in een 18e-eeuws ossuarium in rococo
- een reliek in een verguld zilveren kruis uit de jaren 1500
- een groot zilveren kruis uit 1623
- twee prachtige kazuifels uit de 16e en 17e eeuw
- stool en manipel, koorkap, barokkelken van een Oudenaards meester
- een aquamanile in dinanderie uit de 14e eeuw
- een reliek van Sint-Elooi in een zilveren hamertje gevat.

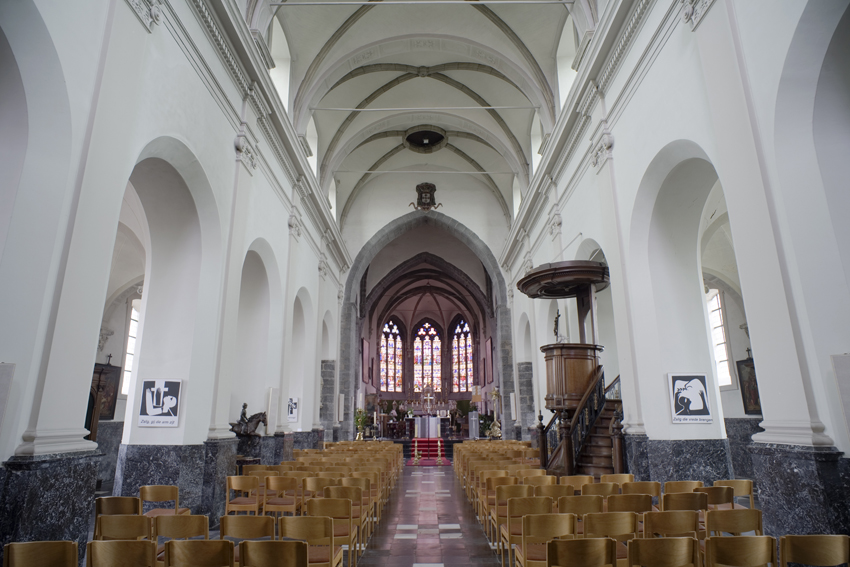
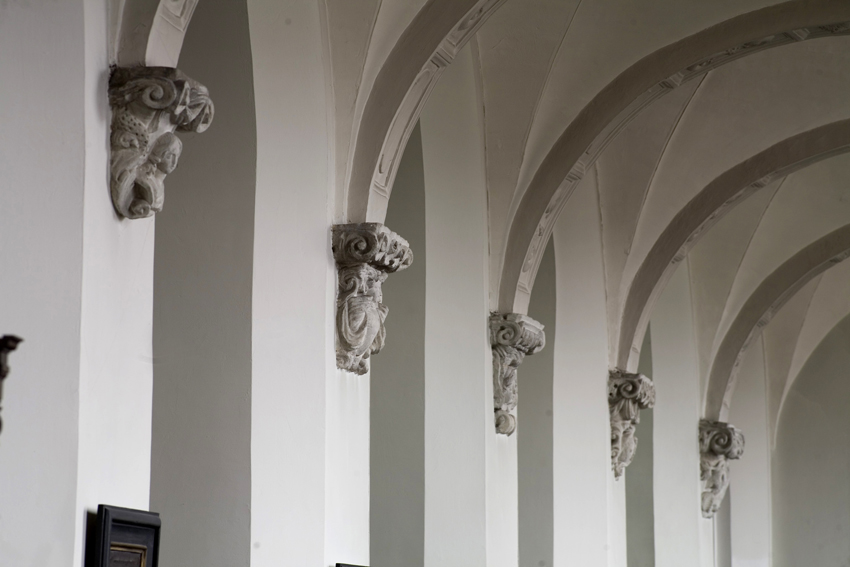
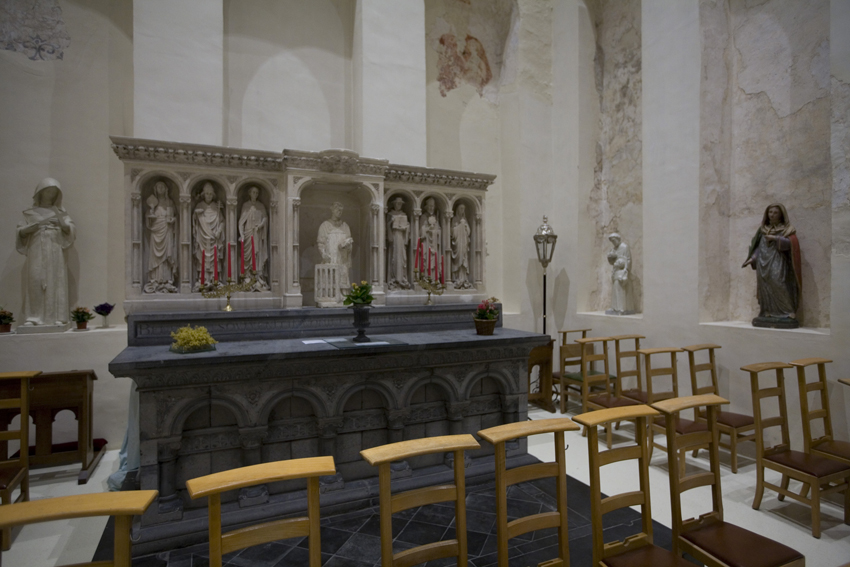
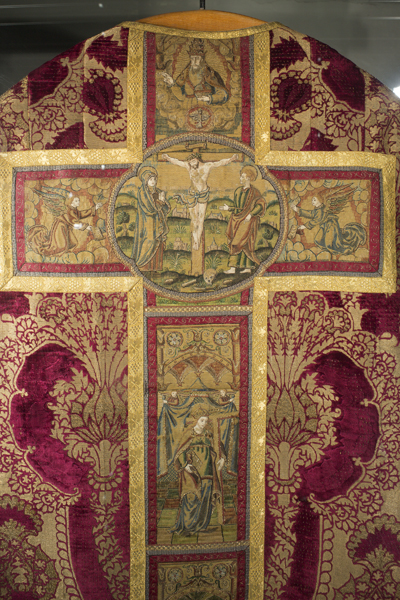
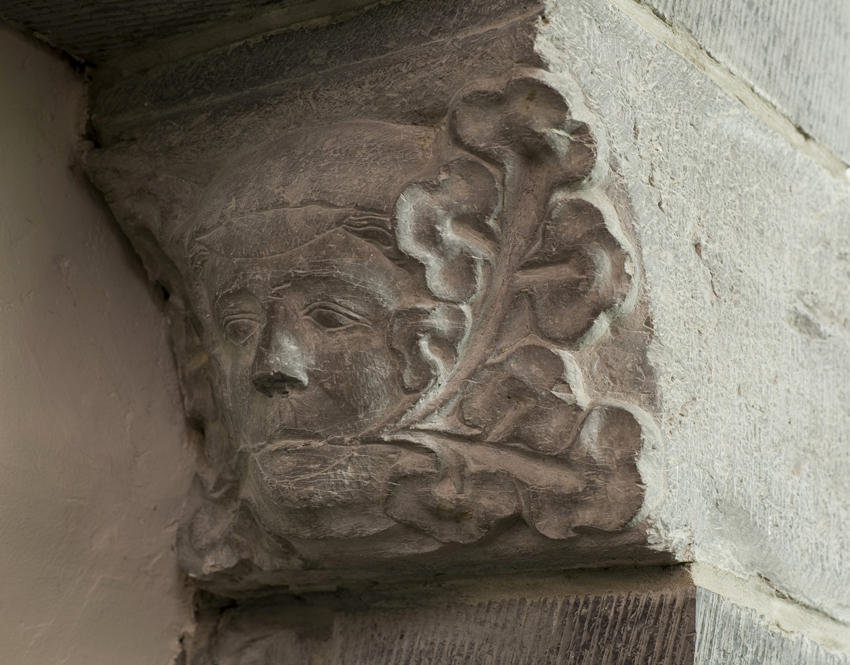

## Beschilderde crypte
In 1970 is in de kerk een crypte gevonden met religieuze muurschilderingen uit de 12e en 13e eeuw. De conservatie van deze bijzondere ontdekking wordt bedreigd door vochtproblemen.

## Orgel

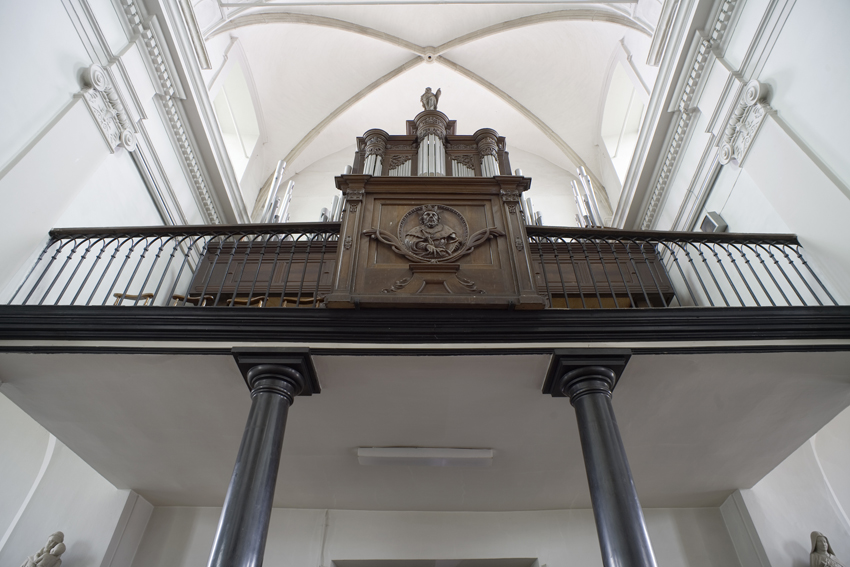
Orgel

In de kerk vinden we nog restanten van een oude 17de-eeuwse orgelkast, wat toch vrij zeldzaam is.  Deze kast werd in 1651 vervaardigd door Michiel Prenteghem.  Door het gildenstelsel maakten de orgelbouwers niet zelf hun kasten.  Het orgel zelf was van Louis Bis en Pierre d'Estré, orgelbouwers uit Rijsel (Frankrijk).  Van het 17de-eeuwse instrument zelf is niets overgebleven, het werd namelijk in 1943 getransformeerd naar een postromantisch instrument van Jules Anneessens.  Enkel het front van de oude orgelkast bleef behouden.